# Eupoa jingwei
Eupoa jingwei är en spindelart som beskrevs av Maddison, Zhang J., Bodner 2007. Eupoa jingwei ingår i släktet Eupoa och familjen hoppspindlar. Inga underarter finns listade i Catalogue of Life.